# Casas de Don Pedro
Casas de Don Pedro (extremadurai nyelven Las Casas de don Pedru) település Spanyolországban, Badajoz tartományban. Casas de Don Pedro Puebla de Alcocer, Logrosán, Cañamero, Talarrubias, Valdecaballeros és Siruela községekkel határos. Lakosainak száma 1370 fő (2024).

## Népesség
A település népessége az utóbbi években az alábbiak szerint változott:
| Lakosok száma | 1756 | 1679 | 1545 | 1632 | 1697 | 1559 | 1544 | 1439 | 1456 | 1370 |
|               | 2001 | 2004 | 2006 | 2009 | 2011 | 2014 | 2016 | 2019 | 2021 | 2024 |